# 신뢰이익
신뢰이익(信賴利益)이란, 어떤 법률행위가 무효로 되었을 때 그 당사자가 무효인 법률행위를 유효라고 믿었기 때문에 입은 손해를 말한다.

## 해제로 인한 신뢰이익 배상 청구가능성
- 전보배상으로서 그 계약의 이행으로 인하여 채권자가 얻을 이익 즉 이행이익을 손해로서 청구해야 하고 그 계약이 해제되지 아니하였을 경우 채권자가 그 채무의 이행으로 소용하게 된 비용 즉 신뢰이익은 청구할 수 없다.[1]
- 신뢰이익의 손해도 그러한 지출사실을 상대방이 알았거나 알 수 있었고 또 그것이 통상적인 지출비용의 범위 내에 속한다면 그에 대하여도 이행이익의 한도 내에서 배상을 청구할 수 있다.[2]

## 과잉배상금지의 원칙
신뢰이익은 과잉배상금지의 원칙상 이행이익을 초과할 수 없다.

## 같이 보기
- 이행이익